# Asediul Taganrogului
În primăvara anului 1855, șefii militari ai coaliției anglo-franceze au decis să ocupe strâmtoarea Kerci și portrile de la Marea Azov. Scopul acestei acțiuni era subminarea comunicațiilor și întreruperea aprovizionării trupelor rusești din Crimeea. O importanță specială a avut ocuparea portului Taganrog. În antrepozitele din acest port se aflau cantități semnificative de alimente depozitate aici după sistarea exporturilor rusești datorată izbucnirii războiului Crimeii. În plus, cucerirea acestui port ar fi deschis drumul către Rostov pe Don, principalul nod de transport al trupelor către teatrul de război din caucaz. În februarie 1854, a fost declarată starea de război în Taganrog. În martie 1854, guvernatorul local, contele Nicolai Adlerberg a lăsat conducerea în mâinile noului guvernator-general, Egor Tolstoi. 
Pe 12 mai (stil vechi), o forță expediționară de 16.000 de oameni ai alianței franco-britanice a intrat în strâmtoarea Kerci, a cucerit orașele Kerci și Enikale, a distrus bateria de coastă din Golful Kamișevaia și a intrat în Marea Azov. Taganrog nu mai era o fortăreață militară încă din secolul care trecuse, nu avea fortificații și artilerie. Orașul era apărat de două regimente de cazaci de pe Don, un total de 630 de militari, inclusiv cei 7 ofițeri. Cam 250 de cetățeni ai orașului au format un detașament de miliție locală.
Pe 22 mai 1855, o escadră de 17 vase cu aburi înarmate și canoniere au apărut în față Taganrogului. Autoritățile locale au primit un ultimatum pentru predarea orașului și a tuturor rezervelor aflate în depozite, ca și a proprietăților statului. Guvernatorul general, Egor Tolstoi a replicat că "... rușii nu-și predau niciodată orașele". Acest răspuns a fost urmat de un bombardament al orașului, care a durat peste 6 ore și de o debarcare a militarilor aliați care au atacat centrul orașului. Atacul a fost respins de cazaci și subunitățile de voluntari. Acest prim eșec i-a făcut pe aliați să părasească golful Taganrog cu direcția sud-vest. 
Până în iulie 1855, au fost formate 16 regimente de cazaci pentru apărarea orașelor de la Marea Azov, când escadra franco-britanică a încercat să ocolească Taganrog, să intre pe râul Don prin râul Mius. Pe 7 iulie 1855, flota aliată a început un al doilea bombardament al orașului Taganrog, care a durat trei săptămâni. Pe 12 iulie, o nouă încercare a aliaților de a urca pe râul Don a fost stopată de vasul cu aburi Taganrog și de două canoniere rusești. În aceeași zi, H.M.S. Jasper a eșuat pe bancurile de nisip de lângă Taganrog, după ce un pescar rus a mutat balizele indicatoare în apele puțin adânci. Vasul eșuat a fost luat cu asalt de cazaci care, după ce l-au cucerit, l-au aruncat în aer. 

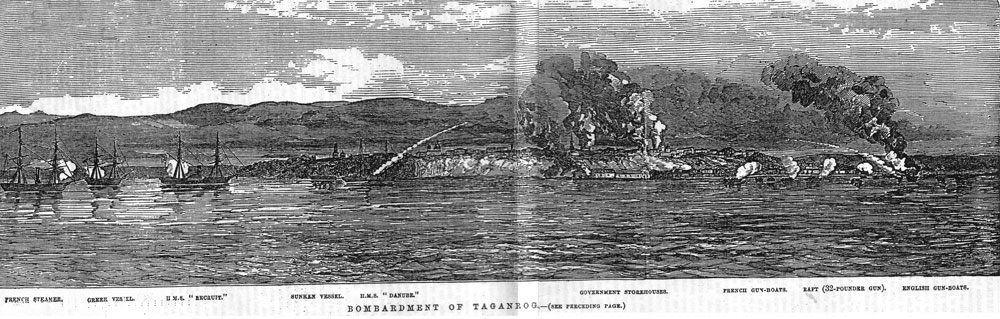
Bombardarea Taganrogului în timpul celei de-a doua încercări de asediere a orașului. © TaganrogCity.Com

A treia încercare de asediu a fost făcută în august 1855, dar orașul fusese deja fortificat, iar escadra aliată nu s-a putut apropia suficient de țărm pentru a încerca o acțiune de debarcare. Flota aliată a părăsit golful Taganrog pe 2 septembrie, după care a întreprins operațiuni militare puțin importante de-a lungul coastei Mării Azov până în octombrie 1855. 
Starea de război din Taganrog a fost ridicată pe 21 iunie 1856. Acțiunile militare din 1855 costase orașul peste un  milion de ruble. De asemenea, 207 de construcții fuseseră distruse, iar 118 suferiseră pagube. Pe 28 octombrie 1856, orașul Taganrog a fost răsplătit de țarul Alexandru al II-lea, printr-un document oficial conferindu-se gradul al treilea printre orașele care au suferit în timpul războiului Crimeii și scutind cetățenii de plata taxelor pentru anul 1857. 163 de cetățeni, care se distinseseră în luptele pentru apărarea orașului, au fost decorați prin decretul țarului. 

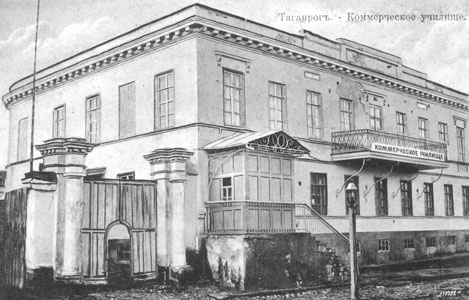
Casa lui Ioannis Varvakis, cunoscută și sub numele de casa cu gloanțe, deoarece pereții fuseseră sttrăpunși de nenumăratele proiectile de infanterie și artilerie în timpul asediului din 1855.

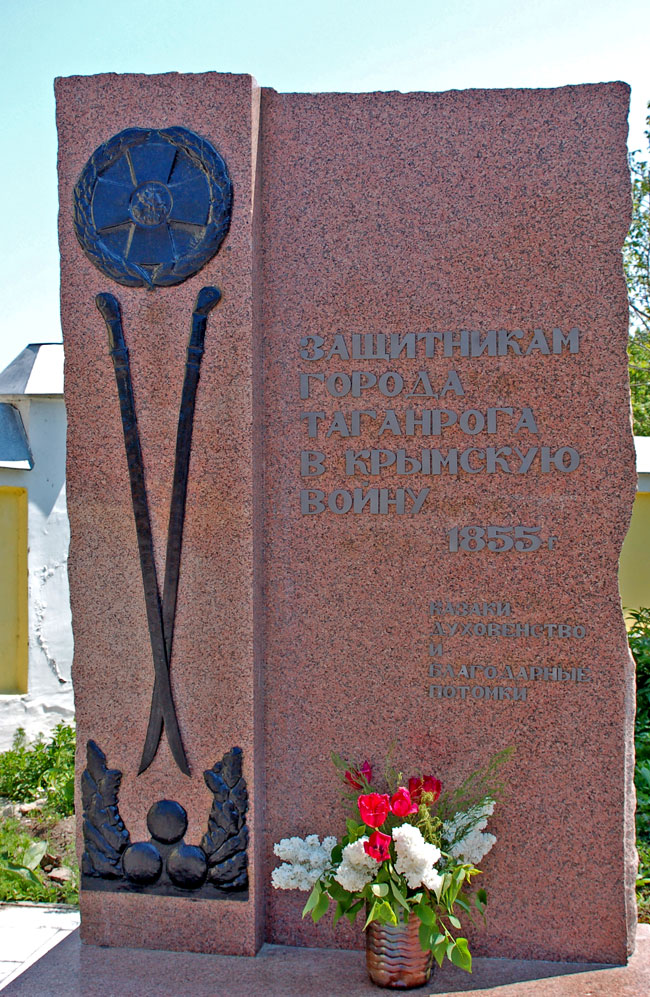
Monumentul apărătorilor Taganrogului în timpul evenimentelor din 1855. © TaganrogCity.Com